# J. B. Blanc
J. B. Blanc, de son nom Jean-Benoît Blanc, est un acteur français né le 13 février 1969 à Paris (France).

## Biographie
J. B. Blanc naît à Paris d'une mère anglaise et d'un père français. Il a déménagé avec sa mère dans le Yorkshire, en Angleterre à l'âge de quatre ans ; il y grandit et fréquenté l'école. Il est finalement diplômé de la Royal Academy of Dramatic Art en 1990.
Il travaille dans le théâtre en Grande-Bretagne, et notamment effectue un séjour de trois ans au Royal National Theatre de Londres. Son travail de théâtre est éclectique, de l'avant-garde des troupes de théâtre physique à des tournées mondiales de pièces de Shakespeare et de pièces grecques antiques.
Sa carrière cinématographique est essentiellement lancée par son rôle de Luigi Vampa en 2002 dans La Vengeance de Monte Cristo. À la suite de ce succès, il s'installe à Los Angeles où il vit maintenant. Des rôles du cinéma et de télévision suivent rapidement et, en 2006, il fait ses débuts au théâtre américain dans iWitness au Forum Mark Taper, dans le centre de Los Angeles. J. B. prête aussi sa voix à des films, des dessins animés, des jeux vidéo et des publicités. Il est également coach d'élocution, et a travaillé sur des productions au Royaume-Uni et aux États-Unis, y compris, plus récemment, History Boys au Théâtre Ahmanson de Los Angeles.

## Filmographie
(décembre 2019).

### Cinéma
- La Vengeance de Monte Cristo : Luigi Vampa
- Garfield 2 : Porter
- Tristan et Yseult : Leon
- Pirates des Caraïbes : Jusqu'au bout du monde : un indien
- Moonlight Serenade : Paul Hotzman

### Télévision
- Dr Vegas
- New York Police Blues
- Prison Break (série télévisée) saison 2, épisode 4, Associations de malfaiteurs. Jerry Curtain
- The Company : Manuel Pinero
- Crash : le père Donal
- The Unit : Commando d'élite : Dr Leon Rocha
- Les Experts : Manhattan : Tripp Walker
- Cold Case : Affaires classées : Paul Shepard
- Raising the Bar : Justice à Manhattan : Johan
- Breaking Bad : Dr Barry Goodman
- Vegas : Max Chandler
- Burn Notice : Ivan
- Shameless : Hanzi
- Better Call Saul : Dr Barry Goodman

## Doublage

### Films d'animation
- Bleach: Memories of Nobody : Jai
- Bleach: The Diamond Dust Rebellion : Sajim Komamura
- Bleach: Fade to Black : Sajim Komamura
- Bleach: Hell Verse : Sajim Komamura

### Séries d'animation
- Avengers : L'Équipe des super-héros : Démolisseur, Heimdall
- Prenez garde à Batman ! : Alfred Pennyworth, Batcomputer, The Key, Lunkhead
- Bleach : Makizō Aramaki, Nakeem Greendina, Demora, Patros, Genga, Ginrei Kuchiki, voix diverses
- Blue Dragon : Lt. Dragnov
- Code Geass : Général Upson (ép. 6), Kolchak (ép. 7)
- Ghost in the Shell: Stand Alone Complex : Rod (ép. 40)
- Gun X Sword : Domingo
- Hellsing : Enrico Maxwell, Cheddar Priest, Science Expert (ép. 8)
- Huntik : À la recherche des Titans : Guggenheim
- Kekkaishi :
- Kurokami : Ichirou Ogi, Ohdo (éps. 43-44)
- Marvel Anime : Deacon Frost, Prof. Michelinie, Omega Red, Maître Koh
- Gundam Unicorn : Alberto Vist, Voix diverses
- Monster : Roberto
- Naruto : Pakkun, Jiga
- Naruto Shippūden : Hiruko, Pakkun
- Texhnolyze : Mizuno
- Arcane : Vander
- Team fortress 2 : Saxton Hale

### Jeux vidéo
- James Bond 007 : Espion pour cible : Nigel Bloch
- Apex Legends : Caustic
- Batman: Arkham Origins : Bane
- Bleach: The 3rd Phantom : Arturo Plateado, Sajin Komamura
- Call of Duty: Modern Warfare 3 : Sabre
- Dante's Inferno : Alighiero
- Darksiders : Ulthane
- Diablo III : Diablo
- Final Fantasy XIII / Final Fantasy XIII-2 : voix diverses
- Bon Baisers de Russie : Kerim Bey
- Fuse : Luther Deveraux
- Game of Thrones: A Telltale Games Series : Malcolm Branfield
- inFamous 2 : Various
- Ingress : Roland Jarvis
- Horizon Zero Dawn : Rost
- Klonoa : Ghadius, Soleil
- La Terre du Milieu : L'Ombre du Mordor : La Tour de Sauron, des capitaines orques
- La Terre du Milieu : L'Ombre de la guerre : sergent Dagor, des capitaines orques
- League of Legends : Braum, Cœur de Freljord
- Mad Max : voix additionnelles
- Metal Gear Rising: Revengeance : Boris Vyacheslavovich Popov
- Naruto: Clash of Ninja : Sasori
- Naruto: Ninja Council : Sasori
- Naruto Shippūden: Ultimate Ninja 4 : Sasori
- Naruto Shippūden: Ultimate Ninja 5 : Sasori
- Resident Evil: The Darkside Chronicles : Brian Irons
- Saints Row IV : Zinyak et Phillipe Loren
- Shin Megami Tensei: Persona 4 : Ryotaro Dojima, (non crédité)
- SOCOM: US Navy Seals - Fireteam Bravo 2 : Condor
- Street Fighter IV, Super Street Fighter IV : El fuerte
- Titanfall 2 : Blisk
- Uncharted 3 : L'Illusion de Drake : Thugs
- Uncharted: Golden Abyss : général Roberto Guerro
- Tales of Vesperia : Barbos, LeBlanc, Natz
- The Wonderful 101 : Wonder Yellow
- World of Warcraft: Wrath of the Lich King : Urom
- World of Warcraft: Cataclysm : Asaad
- World of Warcraft: Mists of Pandaria : Riko, commandant Durand, Manchu
- Apex Legends : Blisk